# 东大街 (西安)
东大街是西安的一条中心街道，是由钟楼辐射出的东、西、南、北四条大街之一。东大街曾是西安最著名的商业街之一，后因为城市改造与其他商业区域的崛起而逐渐没落。

## 历史
隋代建立大兴城，东大街当时被命名为景风门街。唐末，长安城毁于战乱，街道分为城内外两段，城内至元代仍称景风门街。城外为横街。明初扩大西安府城，拆景风门东移一千三百米建东门，改名为东门大街。清代因八旗入住改名为顺城街。民国时期再次改名为中山大街。中华人民共和国建立以后，于1953年将街道命名为东大街。
2012年至2013年，西安市对东大街进行了改建工程，包含道路、雨污水管道、电力管沟、通信管道、交通、照明及端履门、骡马市地下通道的建设。

## 著名地点

### 商业
- 开元商城
- 西安饭庄

### 已拆除
- 华侨商店